# Néa Fókaia
Néa Fókaia (grekiska: Νέα Φώκαια, engelska: Nea Fokea) är en by i Grekland.   Den ligger på halvön Kassandra i prefekturen Chalkidike och regionen Mellersta Makedonien, i den nordöstra delen av landet, 240 km norr om huvudstaden Aten och 80 km söder om landets näststörsta stad, Thessaloniki. Néa Fókaia ligger 22 meter över havet och antalet invånare är 1 944.
Terrängen runt Néa Fókaia är platt. Havet är nära Néa Fókaia åt nordost.  Närmaste större samhälle är Néa Moudhaniá, 15,6 km nordväst om Néa Fókaia. Trakten runt Néa Fókaia består till största delen av jordbruksmark. Stranden i byn är känt som Nea Fokea Beach. 

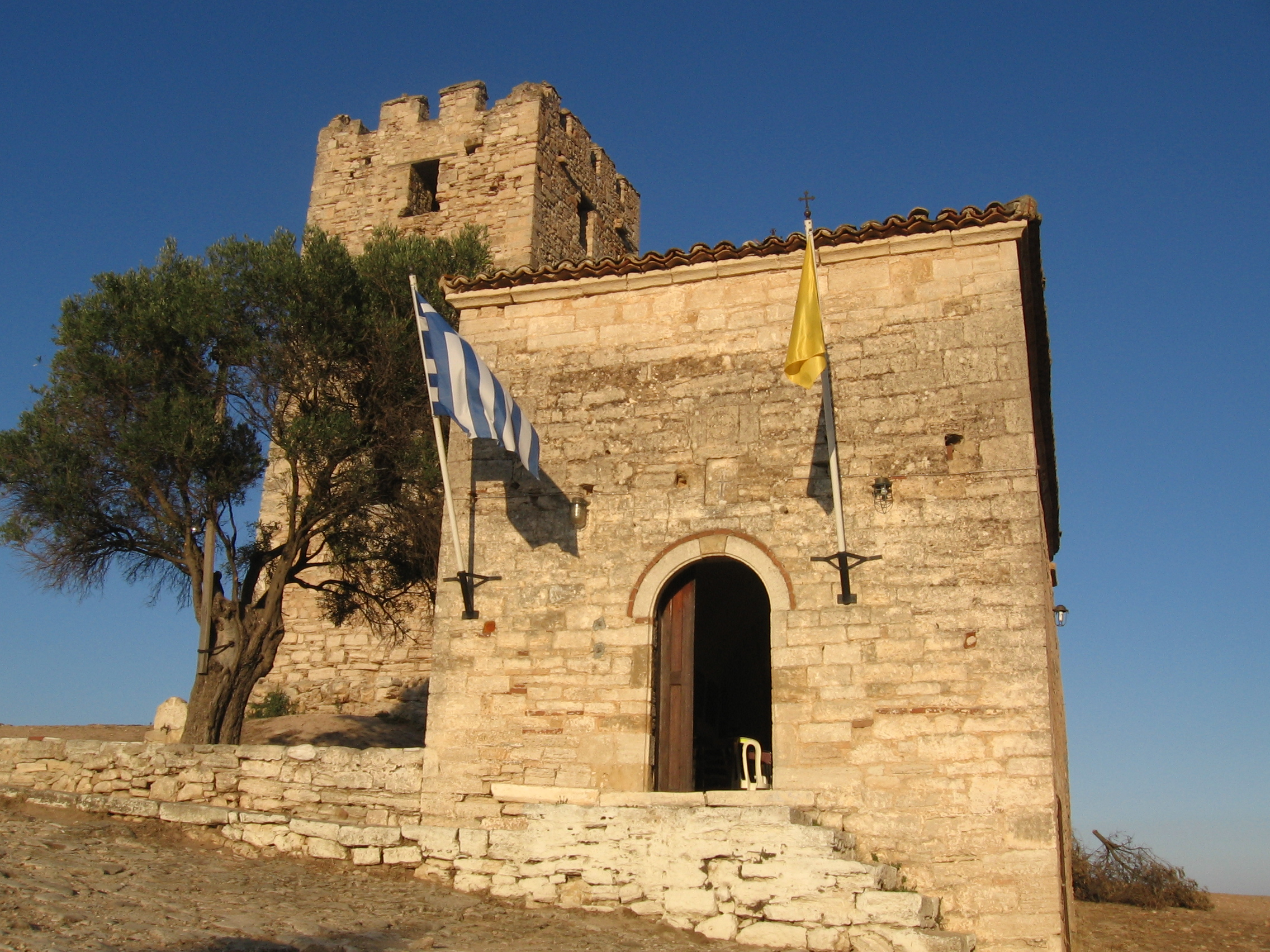
Det bysantinska tornet i Néa Fókaia